# Københavns Flugtskytte Klub
Københavns Flugtskytte Klub (KFK) er en dansk forening, for flugtskydning, grundlagt den 26. februar 1963.
Foreningen har anno 2018 ca. 3.000 medlemmer og har træningsfaciliteter ved Selinevej på Amager, Københavns Kommune.
På banerne kan der skydes: Olympisk trap, olympisk skeet, nordisk trap, compactsporting, dansk jagtskydning, høje fasanduer, samt bagduer på begynderbaner.